# Stjørdal
Stjørdal é uma comuna da Noruega, com 923 km² de área e 19 199 habitantes (censo de 2004).         